# 大坪乡 (赣州市)
大坪乡，是中国江西省赣州市南康市下辖的一个乡镇级行政单位。

## 行政区划
大坪乡共辖以下地区：
大坪村、上洛村、东村、中坌村、上期村、西坌村、南良村、桥庄村、三合村、蒋坑村。